# Церковь Рождества Богородицы (Гудевичи)
Церковь Рождества Богородицы (бел. Царква Раства Багародзiцы) — православный храм в деревне Гудевичи, Гродненская область, Белоруссия. Относится к Гродненской епархии. Храм построен в 1852 году (встречается и другая дата — 1877 год).

## История
Нынешняя каменная церковь была построена в 1852 году по проекту Виктора Михаэлиса и освящена в честь Рождества Пресвятой Богородицы.
В военное время церковь не закрывалась, хотя при этом была попытка закрытия церкви. В польский период в 1938 году в этой церкви священником служил Виталий Железнякович, службы он вёл исключительно на белорусском языке.
После Второй мировой войны сюда приехало НКВД, сначала был арестован сын священника, а позже и сам священник, который был осуждён на 25 лет лагерей.
После смерти Сталина Виталий Железнякович был выпущен из лагеря, но ему было запрещено жить на Родине. Он был вынужден оставить Белоруссию и выехать в Россию.

## Архитектура
Храм Рождества Пресвятой Богородицы освящён в 1852 году. В 1909 году к церкви, с входной стороны, была пристроена трёхъярусная колокольня из кирпича на фундаменте из тёсаного камня.